# Lindemann (gruppo musicale)
I Lindemann sono un gruppo musicale industrial metal tedesco nato come progetto parallelo di Till Lindemann, frontman dei Rammstein. Fino al 2020 era parte della formazione anche il polistrumentista svedese Peter Tägtgren, membro degli Hypocrisy e dei Pain.

## Storia del gruppo

### Primi anni,Skills in Pills(2015)
Lindemann e Tägtgren si conobbero già tra il 1999 e il 2000 ma iniziarono a collaborare musicalmente soltanto nel corso del 2013, come spiegato da Tägtgren:
Secondo il piano originale, la collaborazione tra i due avrebbe dovuto concludersi con un paio di brani (il cui primo è stato Ladyboy) ma in seguito hanno composto materiale sufficiente per un vero e proprio album in studio. Una volta completato il disco il duo ha deciso di adottare come nome Lindemann, dopo averne scartato alcuni come Kraut o altri dal tono più goliardico come Dicks on Flies, e ha presentato il progetto in via ufficiale il 4 gennaio 2015.
L'album di debutto, intitolato Skills in Pills, è stato pubblicato il 23 giugno 2015 ed è stato anticipato a fine maggio dal primo singolo Praise Abort. Contrariamente a quanto operato con i Rammstein, i dieci brani che compongono il disco sono stati cantati interamente in lingua inglese, definita da Lindemann «molto differente e veramente difficile», in quanto ha dovuto imparare vari lemmi in fase di composizione, servendosi in alcuni casi anche di un dizionario.
Il disco ha ottenuto un buon successo commerciale, debuttando in vetta alla classifica tedesca, ed è stato promosso anche dal secondo singolo Fish On, uscito nel mese di ottobre dello stesso anno.

### F & M, abbandono di Tägtgren (2019-2021)
Il 13 settembre 2019 il duo è tornato sulle scene musicali con la pubblicazione del singolo Steh auf e con l'annuncio del secondo album in studio, intitolato F & M. Pubblicato il 22 novembre dello stesso anno, il disco si compone di undici brani, tra cui i singoli Ich weiß es nicht e Knebel, usciti rispettivamente il 18 ottobre e il 1º novembre insieme ai relativi video, e ha debuttato in vetta alla Offizielle Deutsche Charts.
Tra novembre e dicembre 2019 i Lindemann hanno reso disponibili anche i video per i brani Frau & Mann e Ach so gern, quest'ultimo in seguito accompagnato da altre quattro versioni diffuse a inizio gennaio 2020: One Shot, Pain Version, Clemens Wijers Version e Drago Baotić Version. Un ulteriore video è stato quello di Platz Eins, estratto come quarto singolo a febbraio.
Nel mese di febbraio è partito il Lindemann Tour 2020, che ha toccato varie città dell'Europa e durante la quale sono stati proposti sia i brani F & M che quelli del precedente Skills in Pills. Dalle due date tenute a Mosca il 15 marzo è stato estratto l'album dal vivo Live in Moscow, uscito il 21 maggio 2021. La pubblicazione segna inoltre la prima a seguito dell'abbandono di Tägtgren dalla formazione, avvenuta il 16 novembre 2020.

## Formazione
- Till Lindemann – voce (2015-presente)

Ex-turnisti
- Greger Andersson – chitarra (2018)
- Sebastian Svalland – chitarra, cori (2018, 2020)
- Jonathan Olsson – basso, cori (2018, 2020)
- Sebastian Tägtgren – batteria (2018, 2020)
- Peter Tägtgren – strumentazione (2015-2020)

## Discografia

### Album in studio
- 2015 – Skills in Pills
- 2019 – F & M
- 2023 – Zunge

### Album dal vivo
- 2021 – Live in Moscow

### Singoli
- 2015 – Praise Abort
- 2015 – Fish On
- 2018 – Mathematik (feat. Haftbefehl)
- 2019 – Steh auf
- 2019 – Ich weiß es nicht
- 2019 – Knebel
- 2020 – Platz Eins